# Megacyllene robusta
Megacyllene robusta là một loài bọ cánh cứng trong họ Cerambycidae.